# Philipp Ludwig von Sinzendorf
Philipp Ludwig von Sinzendorf (Parigi, 14 luglio 1699 – Breslavia, 28 settembre 1747) è stato un cardinale austriaco, vescovo di Győr in Ungheria dal 1726 al 1732 e vescovo di Breslavia dal 1732 al 1747 (sino al 1742 parte dell'Austria, poi parte della Prussia).

## Biografia
Nato a Vienna dal cancelliere imperiale conte Philipp Ludwig Wenzel von Sinzendorf, nel 1714 si recò al collegio dei Gesuiti di Roma, dove nel 1717 si laureò in Teologia e in utroque iure, con ottimi risultati. Fu grande amico del cardinale Lambertini, che successivamente verrà eletto papa con il nome di Benedetto XIV.
Per quanto riguarda la propria carriera ecclesiastica, Philipp Ludwig divenne canonico e nel 1725 venne nominato vescovo di Győr, divenendo, per dispensa papale, nunzio apostolico, ma prese possesso del vescovato solo l'anno successivo, nel 1726.
Divenuto arciprete del Duomo di Breslavia, fu eletto vescovo suffraganeo del vescovo Elias von Sommerfeld, ottenendo nel 1732 alla morte di questo, per concessione dell'Imperatore, il vescovato stesso di Breslavia, del quale prese possesso il 6 novembre 1732.
La reggenza di Philipp Ludwig portò grandi innovazioni all'interno della diocesi, aderendo nel 1742 alla contesa della Prima guerra di Slesia, sotto il dominio prussiano. Questo portò a scontri tra il vescovo ed il re di Prussia Federico II, che sfociarono nell'occupazione del vescovato da parte delle truppe prussiane. Philipp Ludwig poté fare ritorno nel vescovato solo nel 1743.

## Tolleranza religiosa
Philipp Ludwig si dimostrò molto tollerante verso la compresenza delle diverse religioni che si potevano trovare nell'area ungherese. In un documento del 28 agosto 1742 cercò di riappacificare le contese interne alla propria diocesi tra cattolici e protestanti, invitando a seguire l'esempio unico di Cristo.
Morì a Breslavia il 28 settembre 1747 e venne sepolto nella cattedrale della città.

## Genealogia episcopale
La genealogia episcopale è:
- Cardinale Juan Pardo de Tavera
- Cardinale Antoine Perrenot de Granvelle
- Vescovo Frans van de Velde
- Arcivescovo Louis de Berlaymont
- Vescovo Maximilien Morillon
- Vescovo Pierre Simons
- Arcivescovo Matthias Hovius
- Arcivescovo Jacobus Boonen
- Arcivescovo Gaspard van den Bosch
- Vescovo Marius Ambrosius Capello, O.P.
- Arcivescovo Alphonse de Berghes
- Arcivescovo Humbertus Guilielmus de Precipiano
- Vescovo Philips-Erard van der Noot
- Cardinale Girolamo Grimaldi
- Cardinale Philipp Ludwig von Sinzendorf

## Ascendenza
|                                                                 |                                  |                                                           | Genitori                                                        |  |  | Nonni |  |  | Bisnonni                          |  |  | Trisnonni                         |  |
|                                                                 |                                  |                                                           |                                                                 |  |  |       |  |  | Pilgram il Giovane von Sinzendorf |  |  | Pilgram il Vecchio von Sinzendorf |  |
|                                                                 |                                  |                                                           |                                                                 |  |  |       |  |  | Pilgram il Giovane von Sinzendorf |  |  | Pilgram il Vecchio von Sinzendorf |  |
|                                                                 |                                  | Mechtildis Geymann                                        |                                                                 |  |  |       |  |  | Pilgram il Giovane von Sinzendorf |  |  |                                   |  |
| Georg Ludwig von Sinzendorf-Neuburg                             |                                  |                                                           |                                                                 |  |  |       |  |  | Pilgram il Giovane von Sinzendorf |  |  |                                   |  |
|                                                                 |                                  | Susanna von Trauttmansdorff                               | Johann Friedrich von Trauttmansdorff, barone di Trauttmansdorff |  |  |       |  |  |                                   |  |  |                                   |  |
|                                                                 |                                  | Susanna von Trauttmansdorff                               | Johann Friedrich von Trauttmansdorff, barone di Trauttmansdorff |  |  |       |  |  |                                   |  |  |                                   |  |
|                                                                 |                                  | Susanna von Trauttmansdorff                               | Eva von Trauttmansdorff                                         |  |  |       |  |  |                                   |  |  |                                   |  |
| Philipp Ludwig Wenzel von Sinzendorf-Neuburg                    |                                  | Susanna von Trauttmansdorff                               |                                                                 |  |  |       |  |  |                                   |  |  |                                   |  |
|                                                                 |                                  | Filippo Luigi di Schleswig-Holstein-Sonderburg-Wiesenburg | Alessandro di Schleswig-Holstein-Sonderburg                     |  |  |       |  |  |                                   |  |  |                                   |  |
|                                                                 |                                  | Filippo Luigi di Schleswig-Holstein-Sonderburg-Wiesenburg | Alessandro di Schleswig-Holstein-Sonderburg                     |  |  |       |  |  |                                   |  |  |                                   |  |
|                                                                 |                                  | Filippo Luigi di Schleswig-Holstein-Sonderburg-Wiesenburg | Dorotea di Schwarzburg-Sondershausen                            |  |  |       |  |  |                                   |  |  |                                   |  |
| Dorothea Elisabeth von Schleswig-Holstein-Sonderburg-Wiesenburg |                                  | Filippo Luigi di Schleswig-Holstein-Sonderburg-Wiesenburg |                                                                 |  |  |       |  |  |                                   |  |  |                                   |  |
|                                                                 |                                  | Caterina di Waldeck-Wildungen                             | Cristiano di Waldeck-Wildungen                                  |  |  |       |  |  |                                   |  |  |                                   |  |
|                                                                 |                                  | Caterina di Waldeck-Wildungen                             | Cristiano di Waldeck-Wildungen                                  |  |  |       |  |  |                                   |  |  |                                   |  |
|                                                                 |                                  | Caterina di Waldeck-Wildungen                             | Elisabetta di Nassau-Siegen                                     |  |  |       |  |  |                                   |  |  |                                   |  |
| Johann Wilhelm Edmund von Sinzendorf-Neuburg                    |                                  | Caterina di Waldeck-Wildungen                             |                                                                 |  |  |       |  |  |                                   |  |  |                                   |  |
|                                                                 | Johann Christoph von Waldenstein | Bartholomeus von Waldenstein                              |                                                                 |  |  |       |  |  |                                   |  |  |                                   |  |
|                                                                 | Johann Christoph von Waldenstein | Bartholomeus von Waldenstein                              |                                                                 |  |  |       |  |  |                                   |  |  |                                   |  |
|                                                                 | Johann Christoph von Waldenstein | Mandaléna Bohdanecka z Hodkova                            |                                                                 |  |  |       |  |  |                                   |  |  |                                   |  |
| Oktavian Ladislaus von Waldenstein                              | Johann Christoph von Waldenstein |                                                           |                                                                 |  |  |       |  |  |                                   |  |  |                                   |  |
|                                                                 |                                  | Ludmila Katerina Marketa Kunesova z Lukavec               | …                                                               |  |  |       |  |  |                                   |  |  |                                   |  |
|                                                                 |                                  | Ludmila Katerina Marketa Kunesova z Lukavec               | …                                                               |  |  |       |  |  |                                   |  |  |                                   |  |
|                                                                 |                                  | Ludmila Katerina Marketa Kunesova z Lukavec               | …                                                               |  |  |       |  |  |                                   |  |  |                                   |  |
| Regina Catherina von Waldenstein                                |                                  | Ludmila Katerina Marketa Kunesova z Lukavec               |                                                                 |  |  |       |  |  |                                   |  |  |                                   |  |
|                                                                 |                                  | Georg Franz Adam von Waldenstein                          | Rudolf Maximilian von Waldenstein                               |  |  |       |  |  |                                   |  |  |                                   |  |
|                                                                 |                                  | Georg Franz Adam von Waldenstein                          | Rudolf Maximilian von Waldenstein                               |  |  |       |  |  |                                   |  |  |                                   |  |
|                                                                 |                                  | Georg Franz Adam von Waldenstein                          | Zdislava Sezima z Usti                                          |  |  |       |  |  |                                   |  |  |                                   |  |
| Maria Anna von Waldenstein                                      |                                  | Georg Franz Adam von Waldenstein                          |                                                                 |  |  |       |  |  |                                   |  |  |                                   |  |
|                                                                 |                                  | Maria Anna von Trauttmansdorff                            | Ehrenreich Adam von Trauttmansdorff                             |  |  |       |  |  |                                   |  |  |                                   |  |
|                                                                 |                                  | Maria Anna von Trauttmansdorff                            | Ehrenreich Adam von Trauttmansdorff                             |  |  |       |  |  |                                   |  |  |                                   |  |
|                                                                 |                                  | Maria Anna von Trauttmansdorff                            | Maria Barbara von Ursenbeck                                     |  |  |       |  |  |                                   |  |  |                                   |  |
|                                                                 |                                  | Maria Anna von Trauttmansdorff                            |                                                                 |  |  |       |  |  |                                   |  |  |                                   |  |